# Norwegia na Zimowych Igrzyskach Olimpijskich Młodzieży 2012
Norwegię na Zimowych Igrzyskach Olimpijskich Młodzieży 2012, które odbywały się w Innsbrucku reprezentowało 28 zawodników.

## Skład reprezentacji Norwegii

### Biathlon
Chłopcy
| Zawodnicy              | Konkurencja    | Bieg    | Bieg       | Miejsce |
| Zawodnicy              | Konkurencja    | Czas    | Strzelanie | Miejsce |
| ---------------------- | -------------- | ------- | ---------- | ------- |
| Kristian Andre Aalerud | Sprint         | 20:04.4 | 2+0        | 5.      |
| Kristian Andre Aalerud | Bieg pościgowy | 30.04.7 | 2+1+1+3    | 6.      |
| Haakon Livik           | Sprint         | 20:34.1 | 0+1        | 9.      |
| Haakon Livik           | Bieg pościgowy | 30:26.9 | 0+2+1+1    | 9.      |

Dziewczęta
| Zawodniczki       | Konkurencja    | Bieg    | Bieg       | Miejsce |
| Zawodniczki       | Konkurencja    | Czas    | Strzelanie | Miejsce |
| ----------------- | -------------- | ------- | ---------- | ------- |
| Karoline Naess    | Sprint         | 21:10.6 | 1+4        | 36.     |
| Karoline Naess    | Bieg pościgowy | 35:07.7 | 0+1+5+2    | 35.     |
| Kristin Sandeggen | Sprint         | 18:55.5 | 0+1        | 11.     |
| Kristin Sandeggen | Bieg pościgowy | 30:55.3 | 1+0+2+1    | 12.     |

Sztafeta mieszana
| Zawodnicy                                                            | Konkurencja       | Bieg      | Bieg       | Miejsce |
| Zawodnicy                                                            | Konkurencja       | Czas      | Strzelanie | Miejsce |
| -------------------------------------------------------------------- | ----------------- | --------- | ---------- | ------- |
| Kristin Sandeggen Karoline Naess Haakon Livik Kristian Andre Aalerud | Sztafeta mieszana | 1:13:11.7 | 0+8        |         |

### Biegi narciarskie
Chłopcy
| Zawodnik                    | Konkurencja   | Kwalifikacje | Kwalifikacje | Ćwierćfinał | Ćwierćfinał | Półfinał | Półfinał | Finał         | Finał         |
| Zawodnik                    | Konkurencja   | Wynik        | Miejsce      | Wynik       | Miejsce     | Wynik    | Miejsce  | Wynik         | Miejsce       |
| --------------------------- | ------------- | ------------ | ------------ | ----------- | ----------- | -------- | -------- | ------------- | ------------- |
| Chrisander Skjoenberg Holth | Sprint        | 1:43.60      | 3 Q          | 1:46.1      | 3. Q        | 1:48.6   | 4.       | Nie awansował | Nie awansował |
| Chrisander Skjoenberg Holth | Bieg na 10 km |              |              |             |             |          |          | 30:14.1       | 4.            |
| Andreas Molden              | Sprint        | 1:42.08      | 1 Q          | 1:46.3      | 1. Q        | 1:46.0   | 1. Q     | 1:44.1        |               |
| Andreas Molden              | Bieg na 10 km |              |              |             |             |          |          | 31:16.3       | 13.           |

Dziewczęta
| Zawodniczka      | Konkurencja  | Kwalifikacje | Kwalifikacje | Ćwierćfinał | Ćwierćfinał | Półfinał | Półfinał | Finał   | Finał   |
| Zawodniczka      | Konkurencja  | Wynik        | Miejsce      | Wynik       | Miejsce     | Wynik    | Miejsce  | Wynik   | Miejsce |
| ---------------- | ------------ | ------------ | ------------ | ----------- | ----------- | -------- | -------- | ------- | ------- |
| Linn Eriksen     | Sprint       | 1:56.94      | 3. Q         | 2:01.6      | 2. Q        | 1:59.3   | 3. Q     | 1:57.6  |         |
| Linn Eriksen     | Bieg na 5 km |              |              |             |             |          |          | 16:03.3 | 11.     |
| Silje Theodorsen | Sprint       | 1:55.10      | 1. Q         | 1:58.9      | 1. Q        | 1:57.2   | 1. Q     | 1:57.4  |         |
| Silje Theodorsen | Bieg na 5 km |              |              |             |             |          |          | 15:05.6 | 4.      |

Sztafeta mieszana z biathlonem
| Zawodnicy                                                                             | Konkurencja                    | Bieg      | Bieg       | Miejsce |
| Zawodnicy                                                                             | Konkurencja                    | Czas      | Strzelanie | Miejsce |
| ------------------------------------------------------------------------------------- | ------------------------------ | --------- | ---------- | ------- |
| Kristin Sandeggen Silje Theodorsen Kristian Andre Aalerud Chrisander Skjoenberg Holth | Sztafeta mieszana z biathlonem | 1:06:46.2 | 3+6        | 9.      |

### Curling

#### Miksty
| Czwarty/-a     | Trzeci/-a     | Drugi/-a        | Otwierający/-a |
| -------------- | ------------- | --------------- | -------------- |
| Martin Sesaker | Stine Haalien | Markus Skogvold | Ina Roll Backe |

##### Klasyfikacja
| #  | Kraj              | W | P |
| -- | ----------------- | - | - |
| 1  | Szwajcaria        | 9 | 1 |
| 2  | Włochy            | 6 | 4 |
| 3  | Kanada            | 7 | 3 |
| 4  | Szwecja           | 7 | 3 |
| 5  | Stany Zjednoczone | 7 | 1 |
| 6  | Czechy            | 4 | 4 |
| 7  | Japonia           | 4 | 4 |
| 8  | Norwegia          | 4 | 5 |
| 9  | Chiny             | 3 | 5 |
| 10 | Wielka Brytania   | 3 | 4 |
| 11 | Rosja             | 3 | 4 |
| 12 | Korea Południowa  | 2 | 5 |
| 13 | Nowa Zelandia     | 2 | 5 |
| 14 | Austria           | 2 | 5 |
| 15 | Niemcy            | 1 | 6 |
| 16 | Estonia           | 1 | 6 |

| Grupa niebieska | Grupa niebieska   | Grupa niebieska | Grupa niebieska |
| #               | Kraj              | W               | P               |
| --------------- | ----------------- | --------------- | --------------- |
| 1               | Stany Zjednoczone | 7               | 0               |
| 2               | Szwajcaria        | 6               | 1               |
| 3               | Czechy            | 4               | 3               |
| 4               | Chiny             | 3               | 4               |
|                 | Norwegia          | 3               | 4               |
| 6               | Korea Południowa  | 2               | 5               |
| 7               | Nowa Zelandia     | 2               | 5               |
| 8               | Estonia           | 1               | 6               |

Round Robin
| Tor | Kraj | Kraj     | 1 | 2 | 3 | 4 | 5 | 6 | 7 | 8 | 9 | Ogółem |
| D   |      | Chiny    | 0 | 0 | 0 | 0 | 2 | 0 | 1 | 1 | 0 | 4      |
| D   |      | Norwegia | 1 | 1 | 0 | 0 | 0 | 2 | 0 | 0 | 1 | 5      |

| Tor | Kraj | Kraj       | 1 | 2 | 3 | 4 | 5 | 6 | 7 | 8 | Ogółem |
| C   |      | Norwegia   | 0 | 0 | 2 | 0 | 0 | 0 | x | x | 2      |
| C   |      | Szwajcaria | 2 | 1 | 0 | 3 | 1 | 1 | x | x | 8      |

| Tor | Kraj | Kraj     | 1 | 2 | 3 | 4 | 5 | 6 | 7 | 8 | Ogółem |
| B   |      | Norwegia | 3 | 0 | 1 | 0 | 0 | 0 | 1 | 0 | 5      |
| B   |      | Czechy   | 0 | 2 | 0 | 0 | 1 | 2 | 0 | 3 | 8      |

| Tor | Kraj | Kraj             | 1 | 2 | 3 | 4 | 5 | 6 | 7 | 8 | Ogółem |
| A   |      | Norwegia         | 0 | 0 | 1 | 1 | 0 | 0 | 1 | 0 | 3      |
| A   |      | Korea Południowa | 2 | 1 | 0 | 0 | 0 | 1 | 0 | 3 | 7      |

| Tor | Kraj | Kraj          | 1 | 2 | 3 | 4 | 5 | 6 | 7 | 8 | Ogółem |
| C   |      | Nowa Zelandia | 1 | 0 | 2 | 0 | 0 | 2 | 1 | 0 | 6      |
| C   |      | Norwegia      | 0 | 2 | 0 | 2 | 2 | 0 | 0 | 2 | 7      |

| Tor | Kraj | Kraj              | 1 | 2 | 3 | 4 | 5 | 6 | 7 | 8 | Ogółem |
| D   |      | Norwegia          | 1 | 0 | 1 |   | 1 | 0 | 0 | x | 3      |
| D   |      | Stany Zjednoczone | 0 | 2 | 0 | 2 | 0 | 1 | 1 | x | 6      |

17 stycznia 2012
| Tor | Kraj | Kraj     | 1 | 2 | 3 | 4 | 5 | 6 | 7 | 8 | Ogółem |
| B   |      | Estonia  | 2 | 0 | 1 | 0 | 0 | 0 | x | x | 3      |
| B   |      | Norwegia | 0 | 1 | 0 | 2 | 2 | 3 | x | x | 8      |

Tie-breaker
17 stycznia 2012
| Tor | Kraj | Kraj     | 1 | 2 | 3 | 4 | 5 | 6 | 7 | 8 | Ogółem |
| D   |      | Norwegia | 0 | 2 | 0 | 3 | 0 | 0 | 1 | x | 6      |
| D   |      | Chiny    | 1 | 0 | 1 | 0 | 0 | 1 | 0 | x | 3      |

Ćwierćfinał
18 stycznia 2012
| Tor | Kraj | Kraj     | 1 | 2 | 3 | 4 | 5 | 6 | 7 | 8 | Ogółem |
| C   |      | Szwecja  | 0 | 0 | 0 | 2 | 2 | 1 | 3 | x | 8      |
| C   |      | Norwegia | 0 | 0 | 0 | 0 | 0 | 0 | 0 | x | 0      |

#### Pary mieszane
| Drużyna | Kobieta        | Mężczyzna            | Rezultat |
| ------- | -------------- | -------------------- | -------- |
| 3       | Ina Roll Backe | Wang Jinbo           | Runda 2  |
| 11      | Angharad Ward  | Markus Skogvold      | Runda 1  |
| 19      | Kim Eun-bi     | Martin Sesaker       | Finał    |
| 27      | Stine Haalien  | Aleksander Korszunow | Runda 1  |

Runda 1
| Tor | Drużyna | Drużyna           | 1 | 2 | 3 | 4 | 5 | 6 | 7 | 8 | Ogółem |
| B   |         | Backe / Wang      | 2 | 2 | 0 | 1 | 0 | 2 | 0 | 1 | 8      |
| B   |         | Schnabel / Wåhlin | 0 | 0 | 2 | 0 | 3 | 0 | 2 | 0 | 7      |

| Tor | Drużyna | Drużyna         | 1 | 2 | 3 | 4 | 5 | 6 | 7 | 8 | Ogółem |
| B   |         | Ward / Skogvold | 3 | 1 | 0 | 1 | 0 | 3 | 0 | 0 | 8      |
| B   |         | Heldin / Steele | 0 | 0 | 3 | 0 | 1 | 0 | 4 | 1 | 9      |

| Tor | Drużyna | Drużyna            | 1 | 2 | 3 | 4 | 5 | 6 | 7 | 8 | Ogółem |
| B   |         | Kim / Sesaker      | 1 | 0 | 4 | 0 | 2 | 2 | 0 | x | 9      |
| B   |         | Rudström / Lehmann | 0 | 1 | 0 | 1 | 0 | 0 | 1 | x | 3      |

| Tor | Drużyna | Drużyna             | 1 | 2 | 3 | 4 | 5 | 6 | 7 | 8 | Ogółem |
| B   |         | Haalien / Korszunow | 0 | 0 | 0 | 0 | 1 | 0 | 0 | x | 1      |
| B   |         | Zirk / Wranå        | 1 | 3 | 1 | 1 | 0 | 1 | 1 | x | 8      |

Runda 2
| Tor | Drużyna | Drużyna               | 1 | 2 | 3 | 4 | 5 | 6 | 7 | 8 | Ogółem |
| C   |         | Muskatewitz / Brunner | 1 | 1 | 1 | 1 | 1 | 0 | 1 | x | 6      |
| C   |         | Backe / Wang          | 0 | 0 | 0 | 0 | 0 | 1 | 0 | x | 1      |

| Tor | Drużyna | Drużyna       | 1 | 2 | 3 | 4 | 5 | 6 | 7 | 8 | Ogółem |
| D   |         | Yang / Howell | 0 | 3 | 0 | 0 | 0 | 1 | 0 | x | 4      |
| D   |         | Kim / Sesaker | 2 | 0 | 2 | 1 | 2 | 0 | 3 | x | 10     |

| Tor | Drużyna | Drużyna              | 1 | 2 | 3 | 4 | 5 | 6 | 7 | 8 | 9 | Ogółem |
| A   |         | Moskalewa / Horigome | 1 | 0 | 2 | 0 | 1 | 2 | 0 | 0 | 0 | 6      |
| A   |         | Kim / Sesaker        | 0 | 3 | 0 | 1 | 0 | 0 | 1 | 1 | 1 | 7      |

| Tor | Drużyna | Drużyna        | 1 | 2 | 3 | 4 | 5 | 6 | 7 | 8 | Ogółem |
| D   |         | Kim / Sesaker  | 0 | 5 | 0 | 2 | 0 | 2 | 1 | 3 | 13     |
| D   |         | Tamakuma / Yoo | 2 | 0 | 1 | 0 | 3 | 0 | 0 | 0 | 6      |

Finał
22 stycznia
| Tor | Drużyna | Drużyna               | 1 | 2 | 3 | 4 | 5 | 6 | 7 | 8 | Ogółem |
| C   |         | Muskatewitz / Brunner | 3 | 2 | 0 | 4 | 0 | 4 | x | x | 13     |
| C   |         | Kim / Sesaker         | 0 | 0 | 1 | 0 | 1 | 0 | x | x | 2      |

### Kombinacja norweska
Chłopcy
| Zawodnik             | Konkurencja   | Skok   | Skok    | Bieg   | Bieg       | Razem   | Razem   |
| Zawodnik             | Konkurencja   | Punkty | Pozycja | Strata | Czas biegu | Czas    | Miejsce |
| -------------------- | ------------- | ------ | ------- | ------ | ---------- | ------- | ------- |
| Harald Johnas Riiber | Indywidualnie | 131.3  | 3.      | 0:25   | 27:05.0    | 27:30.0 | 6.      |

### Łyżwiarstwo szybkie
Chłopcy
| Zawodnicy                | Konkurencje | Wyścig 1 | Wyścig 2 | Razem   | Miejsce |
| ------------------------ | ----------- | -------- | -------- | ------- | ------- |
| Henrik Fagerli Rukke     | 500 m       | 40.27    | 40.37    | 80.64   | 9.      |
| Henrik Fagerli Rukke     | 1500 m      |          |          | 2:05.70 | 14.     |
| Henrik Fagerli Rukke     | Bieg masowy |          |          | 7:20.50 | 14.     |
| Magnus Myhren Kristensen | 1500 m      |          |          | 2:03.27 | 9.      |
| Magnus Myhren Kristensen | 3000 m      |          |          | 4:19.71 | 7.      |
| Magnus Myhren Kristensen | Bieg masowy |          |          | 7:14.15 | 6.      |

Dziewczęta
| Zawodniczki          | Konkurencje | Wyścig 1 | Wyścig 2 | Razem              | Miejsce            |
| -------------------- | ----------- | -------- | -------- | ------------------ | ------------------ |
| Martine Lilløy Bruun | 500 m       | 43.98    | 43.53    | 87.51              |                    |
| Martine Lilløy Bruun | 1500 m      |          |          | 2:19.79            | 12.                |
| Martine Lilløy Bruun | Bieg masowy |          |          | Przejechała 5 okr. | Przejechała 5 okr. |
| Inga Anne Vasaasen   | 1500 m      |          |          | 2:19.95            | 13.                |
| Inga Anne Vasaasen   | 3000 m      |          |          | 4:55.71            | 9.                 |
| Inga Anne Vasaasen   | Bieg masowy |          |          | Przejechała 4 okr. | Przejechała 4 okr. |

### Narciarstwo alpejskie
Chłopcy
| Zawodnicy        | Konkurencja     | Wyniki       | Wyniki       | Wyniki       | Wyniki       |
| Zawodnicy        | Konkurencja     | Runda 1      | Runda 2      | Razem        | Miejsce      |
| ---------------- | --------------- | ------------ | ------------ | ------------ | ------------ |
| Martin Fjeldberg | Slalom          | Nie ukończył | Nie ukończył | Nie ukończył | Nie ukończył |
| Martin Fjeldberg | Slalom gigant   | 57.62        | 55.27        | 1:52.89      | 4.           |
| Martin Fjeldberg | Supergigant     |              |              | Nie ukończył | Nie ukończył |
| Martin Fjeldberg | Superkombinacja | 1:03.44      | Nie ukończył | Nie ukończył | Nie ukończył |
| Marcus Monsen    | Slalom          | 40.44        | Nie ukończył | Nie ukończył | Nie ukończył |
| Marcus Monsen    | Slalom gigant   | 58.30        | 55.03        | 1:53.33      | 5.           |
| Marcus Monsen    | Supergigant     |              |              | 1:04.97      | 6.           |
| Marcus Monsen    | Superkombinacja | 1:04.19      | 38.02        | 1:42.21      | 4.           |

Dziewczęta
| Zawodniczki            | Konkurencja     | Wyniki        | Wyniki        | Wyniki        | Wyniki        |
| Zawodniczki            | Konkurencja     | Runda 1       | Runda 2       | Razem         | Miejsce       |
| ---------------------- | --------------- | ------------- | ------------- | ------------- | ------------- |
| Nora Grieg Christensen | Slalom          | 43.08         | Nie ukończyła | Nie ukończyła | Nie ukończyła |
| Nora Grieg Christensen | Slalom gigant   | Nie ukończyła | Nie ukończyła | Nie ukończyła | Nie ukończyła |
| Nora Grieg Christensen | Supergigant     |               |               | 1:05.79       |               |
| Nora Grieg Christensen | Superkombinacja | 1:05.54       | Nie ukończyła | Nie ukończyła | Nie ukończyła |
| Mina Fuerst Holtmann   | Supergigant     |               |               | Nie ukończyła | Nie ukończyła |

Drużynowy slalom równoległy
| Zawodnicy                                                                  | Konkurencje                 | Ćwierćfinał        | Półfinał       | Finał           | Miejsce |
| -------------------------------------------------------------------------- | --------------------------- | ------------------ | -------------- | --------------- | ------- |
| Nora Grieg Christensen Martin Fjeldberg Mina Fuerst Holtmann Marcus Monsen | Drużynowy slalom równoległy | Szwajcaria · W 2-1 | Włochy · W 2-2 | Austria · P 1-3 |         |

### Narciarstwo dowolne
Chłopcy
| Zawodnicy          | Konkurencja | Kwalifikacje | Kwalifikacje | Ćwierćfinał | Ćwierćfinał | Półfinał  | Półfinał  | Finał     | Finał     |
| Zawodnicy          | Konkurencja | Czas         | Miejsce      | Czas        | Miejsce     | Czas      | Miejsce   | Czas      | Miejsce   |
| ------------------ | ----------- | ------------ | ------------ | ----------- | ----------- | --------- | --------- | --------- | --------- |
| Johan Berg         | Halfpipe    | 70.00        | 6 Q          |             |             |           |           | 71.75     | 7.        |
| Marius Bø Vangsnes | Ski cross   | 57.73        | 5.           | Anulowane   | Anulowane   | Anulowane | Anulowane | Anulowane | Anulowane |

Dziewczęta
| Zawodniczki                | Konkurencja | Kwalifikacje | Kwalifikacje | Ćwierćfinał | Ćwierćfinał | Półfinał | Półfinał | Finał | Finał   |
| Zawodniczki                | Konkurencja | Czas         | Miejsce      | Czas        | Miejsce     | Czas     | Miejsce  | Czas  | Miejsce |
| -------------------------- | ----------- | ------------ | ------------ | ----------- | ----------- | -------- | -------- | ----- | ------- |
| Tiril Sjåstad Christiansen | Halfpipe    | 76.75        | 3 Q          |             |             |          |          | 79.25 |         |

### Saneczkarstwo
Dziewczęta
| Zawodnicy            | Konkurencja | Finał   | Finał   | Finał    | Finał   |
| Zawodnicy            | Konkurencja | Ślizg 1 | Ślizg 2 | Razem    | Miejsce |
| -------------------- | ----------- | ------- | ------- | -------- | ------- |
| Karoline Frimo Melas | Jedynki     | 41.604  | 41.240  | 1:22.844 | 18.     |
| Gry Martine Mostue   | Jedynki     | 40.757  | 40.760  | 1:21.517 | 8.      |

### Skoki narciarskie
Chłopcy
| Zawodnik               | Konkurencja   | Runda 1   | Runda 1 | Runda 2   | Runda 2 | Razem  | Razem   |
| Zawodnik               | Konkurencja   | Odległość | Punkty  | Odległość | Punkty  | Punkty | Miejsce |
| ---------------------- | ------------- | --------- | ------- | --------- | ------- | ------ | ------- |
| Mats Søhagen Berggaard | Indywidualnie | 77,5 m    | 137.8   | 78,0 m    | 140.0   | 277.8  |         |

Dziewczęta
| Zawodnik         | Konkurencja   | Runda 1   | Runda 1 | Runda 2   | Runda 2 | Razem  | Razem   |
| Zawodnik         | Konkurencja   | Odległość | Punkty  | Odległość | Punkty  | Punkty | Miejsce |
| ---------------- | ------------- | --------- | ------- | --------- | ------- | ------ | ------- |
| Karoline Roestad | Indywidualnie | 63,5 m    | 96.7    | 62,0 m    | 93.1    | 189.8  | 8.      |

Mieszany konkurs drużynowy
| Zawodnicy                                                    | Konkurencja                | Runda 1 | Runda 2 | Razem | Miejsce |
| ------------------------------------------------------------ | -------------------------- | ------- | ------- | ----- | ------- |
| Karoline Roestad Harald Johnas Riiber Mats Søhagen Berggaard | Mieszany konkurs drużynowy | 271.2   | 301.2   | 572.4 | 6.      |